# Haimbachia aculeata
Haimbachia aculeata là một loài bướm đêm trong họ Crambidae.